# سد 16 تشرين
سد 16 تشرين يقع في محافظة اللاذقية في سوريا على نهر الكبير الشمالي, يبعد عن مدينة اللاذقية 30 كم باتجاه الشرق، يحصر السد خلفه بحيرة تدعى بحيرة 16 تشرين تتألف من سبعة بحيرات مختلفة الحجم تغذي أراضي زراعية تقدر بحوالي نصف محافظة اللاذقية كما تغذي أكثر من 200 بلدة وقرية و ناحية بمياه الشرب .

## الغاية من بناء السد
هي توليد الطاقة الكهربائية وتخزين مياه النهر والأمطار وتشكيل بحيرة يتم استزراعها بالأسماك.
تحتوي البحيرة على مفيض أو ما يسمى (قمع التصريف) بتصريف المياه الزائدة من مياه السد، وهو بعمق 40 متراً.